# Alstertalbahn
|                                                                               | 17,457 | Streckenende, Kehranlage        | Streckenende, Kehranlage        |
| S-Bahnhof                                                                     | 17,089 | Hamburg-Poppenbüttel            | Hamburg-Poppenbüttel            |
| S-Bahn-Halt                                                                   | 15,653 | Hamburg-Wellingsbüttel          | Hamburg-Wellingsbüttel          |
| S-Bahn-Halt                                                                   | 14,364 | Hoheneichen                     | Hoheneichen                     |
| S-Bahn-Halt                                                                   | 13,406 | Hamburg Kornweg (Klein Borstel) | Hamburg Kornweg (Klein Borstel) |
| Strecke nach halblinks und von rechts · Verschwenkung nach links              | 11,612 | ehem. Strecke von Ochsenzoll    | ehem. Strecke von Ochsenzoll    |
| Kreuzung (Strecke geradeaus außer Betrieb) · Abzweig geradeaus und von rechts | 11,573 | S-Bahn von Hamburg Airport      | S-Bahn von Hamburg Airport      |
| Abzweig ehemals geradeaus und von rechts · Strecke                            |        | Überführgleis der Hochbahn      | Überführgleis der Hochbahn      |
| Dienststation / Betriebs- oder Güterbahnhof · S-Bahnhof                       | 11,201 | Hamburg-Ohlsdorf                | Hamburg-Ohlsdorf                |
| Strecke · Strecke                                                             |        | S-Bahn zum Hauptbahnhof         | S-Bahn zum Hauptbahnhof         |
|                                                                               |        |                                 |                                 |
| Quellen:                                                                      |        |                                 |                                 |

| Kopfbahnhof Streckenanfang (Strecke außer Betrieb)                                                   |  | Volksdorf             | Volksdorf |
| Haltepunkt / Haltestelle (Strecke außer Betrieb)                                                     |  | Sasel                 | Sasel     |
| Kopfbahnhof Streckenanfang (Strecke außer Betrieb) · Strecke (außer Betrieb)                         |  | Wohldorf              | Wohldorf  |
| Haltepunkt / Haltestelle (Strecke außer Betrieb) · Strecke (außer Betrieb)                           |  | Bergstedt             | Bergstedt |
| Verschwenkung nach links (Strecke außer Betrieb) · Verschwenkung nach rechts (Strecke außer Betrieb) |  |                       |           |
| |  | Richtung Poppenbüttel |           |

Die Alstertalbahn ist eine 5,888 Kilometer lange Bahnstrecke in Hamburg. Sie ist durchgehend zweigleisig und wird auf der gesamten Länge von der Linie S1 der Hamburger S-Bahn befahren. Sie geht am Bahnhof Ohlsdorf aus der Verlängerung der Hamburg-Altonaer Verbindungsbahn hervor und führt bis nach Poppenbüttel. Die ursprünglichen Planungen sahen eine Verlängerung bis Wohldorf beziehungsweise Volksdorf vor.

## Geschichte

### Vorgeschichte

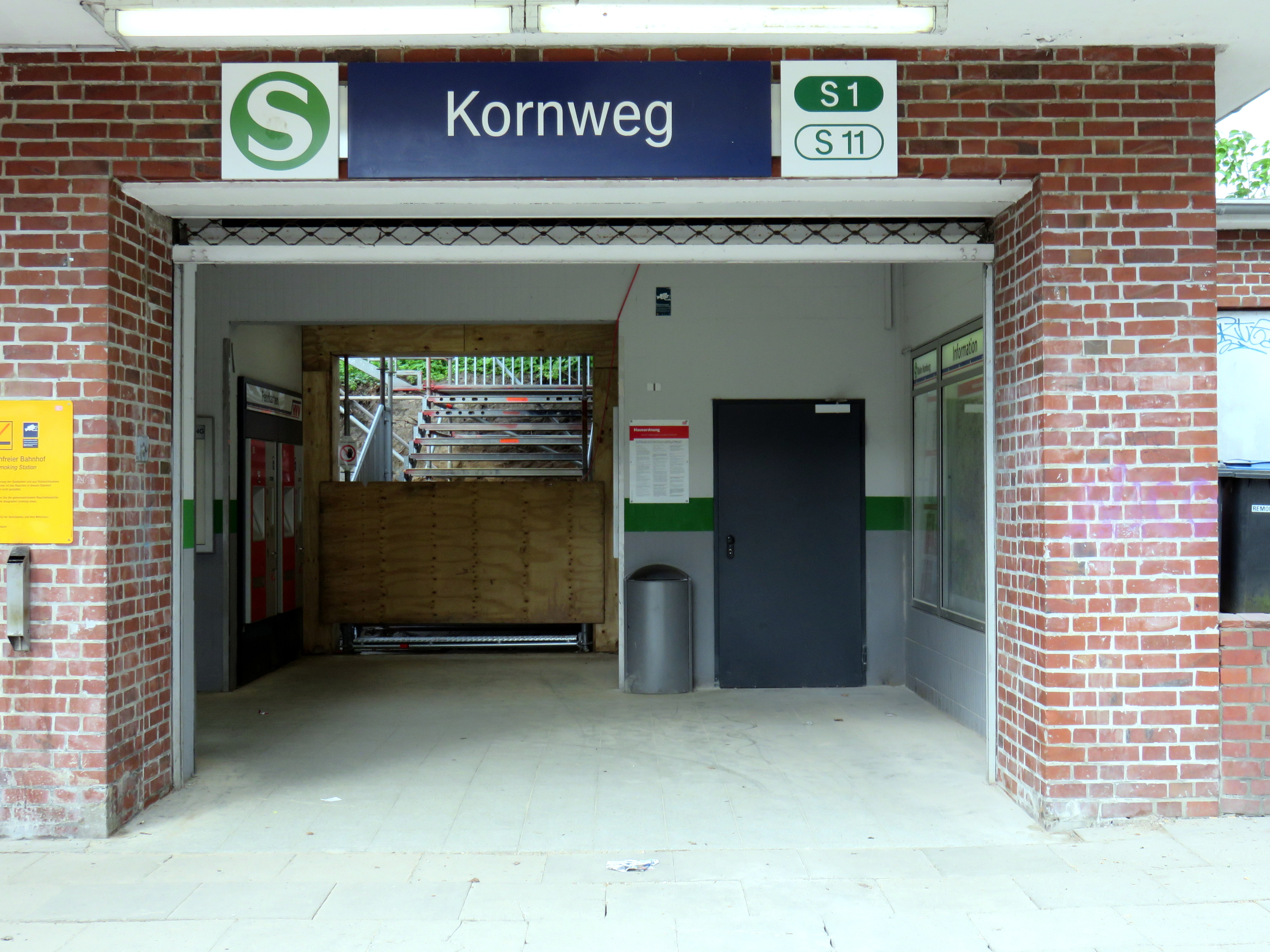
Haltepunkt Kornweg

Kurz nach der Jahrhundertwende bemühten sich mehrere Dörfer im Hamburger Umland, darunter auch die Exklaven der Stadt um einen Anschluss an das Eisenbahnnetz. Neben den Walddörfern, die später die gleichnamige Strecke der Hochbahn erhielten, sind damit auch die Gemeinden im Alstertal angesprochen. Bereits ein Jahr nach der Unterzeichnung des „Ohlsdorfer Vertrags“, der die Grundlage für die Hamburg-Altonaer Stadt- und Vorortbahn – den Vorläufer der S-Bahn – bildete, wurde am 12. Dezember 1905 eine Interessengemeinschaft mit dem Ziel gegründet, die Vorortbahn über Ohlsdorf hinaus ins Alstertal zu verlängern.
Mit den Planungen zum Bau der Strecke wurde die Firma Havestadt & Contag in Berlin beauftragt. Die Strecke sollte in Ohlsdorf aus der Verbindungsbahn hervorgehen und zunächst bis Poppenbüttel verlaufen. Anschließend sollte  die Strecke einen östlichen Abschnitt bis Volksdorf und einen westlichen bis Wohldorf aufweisen. Die Züge sollten zu gleichen Teilen beide Dörfer bedienen.
Die am 4. Mai 1908 gegründete „Alstertalbahn GmbH“, welche die Strecke betreiben sollte, verhandelte mit dem preußischen Staat und der Stadt Hamburg und konnte als Kompromiss zunächst die Inbetriebnahme bis Poppenbüttel aushandeln, da die darauffolgenden Dörfer zum Teil zu Hamburg gehörten und somit eine gesonderte Genehmigung benötigten.
Die Lizenz für den nicht einmal sechs Kilometer langen Abschnitt zwischen Ohlsdorf und Poppenbüttel wurde am 3. Dezember 1912 von Hamburger, am 31. Mai 1913 von preußischer Seite aus erteilt. Die Strecke sollte binnen drei Jahren in Betrieb gehen und von den Preußischen Staatseisenbahnen übernommen werden.
Mittlerweile wurde die „Alstertalbahn GmbH“ in eine Aktiengesellschaft umgewandelt und führte so den Namen „Alstertalbahn-Aktien-Gesellschaft“ (ABAG). Hauptaktionär war die „Alstertal-Terrain-Aktiengesellschaft“, die 1912 von dem Hamburger Immobilienmakler Johann Vincent Wentzel (1865–1919) zur Erschließung des Tals gegründet wurde.

### Bau und Betrieb
Die Bauarbeiten wurden 1913 aufgenommen, das Berliner Unternehmen Julius Berger AG mit dem Bau beauftragt. Da jedoch ein Jahr später der Erste Weltkrieg begann, kamen die Arbeiten aufgrund von Material- und Arbeitskräftemangel schnell zum Erliegen. Zudem hatte die ABAG Schwierigkeiten, ihre Grundstücke zu veräußern und kam so in finanzielle Schwierigkeiten. Die vorgesehene Frist zur Inbetriebnahme hätte somit auch nicht eingehalten werden können, wäre sie nicht kurz vor Ablauf auf sechs Monate nach Kriegsende verlängert worden.

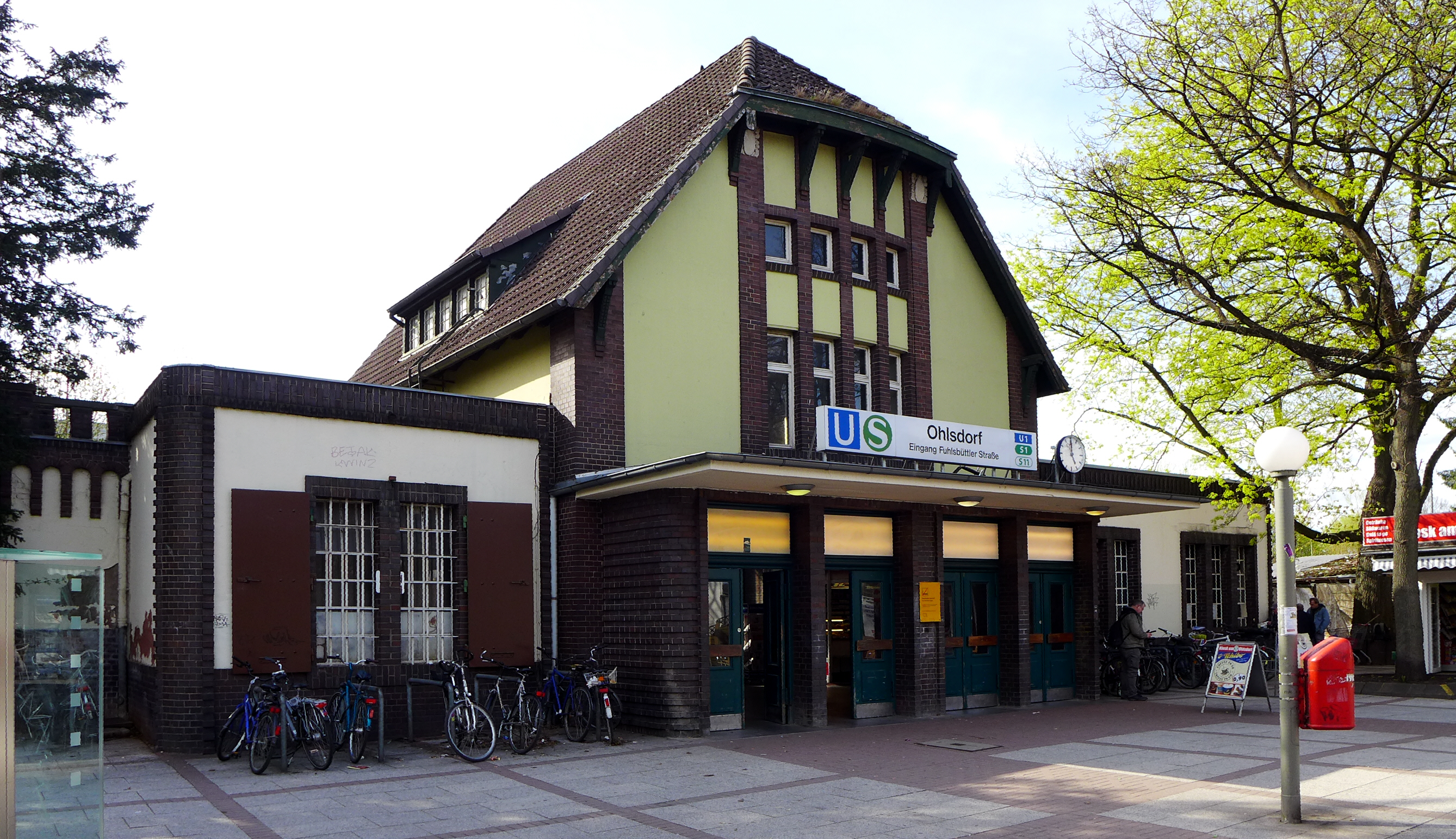
Empfangsgebäude des Bahnhofs Ohlsdorf, Ausgangspunkt der Strecke

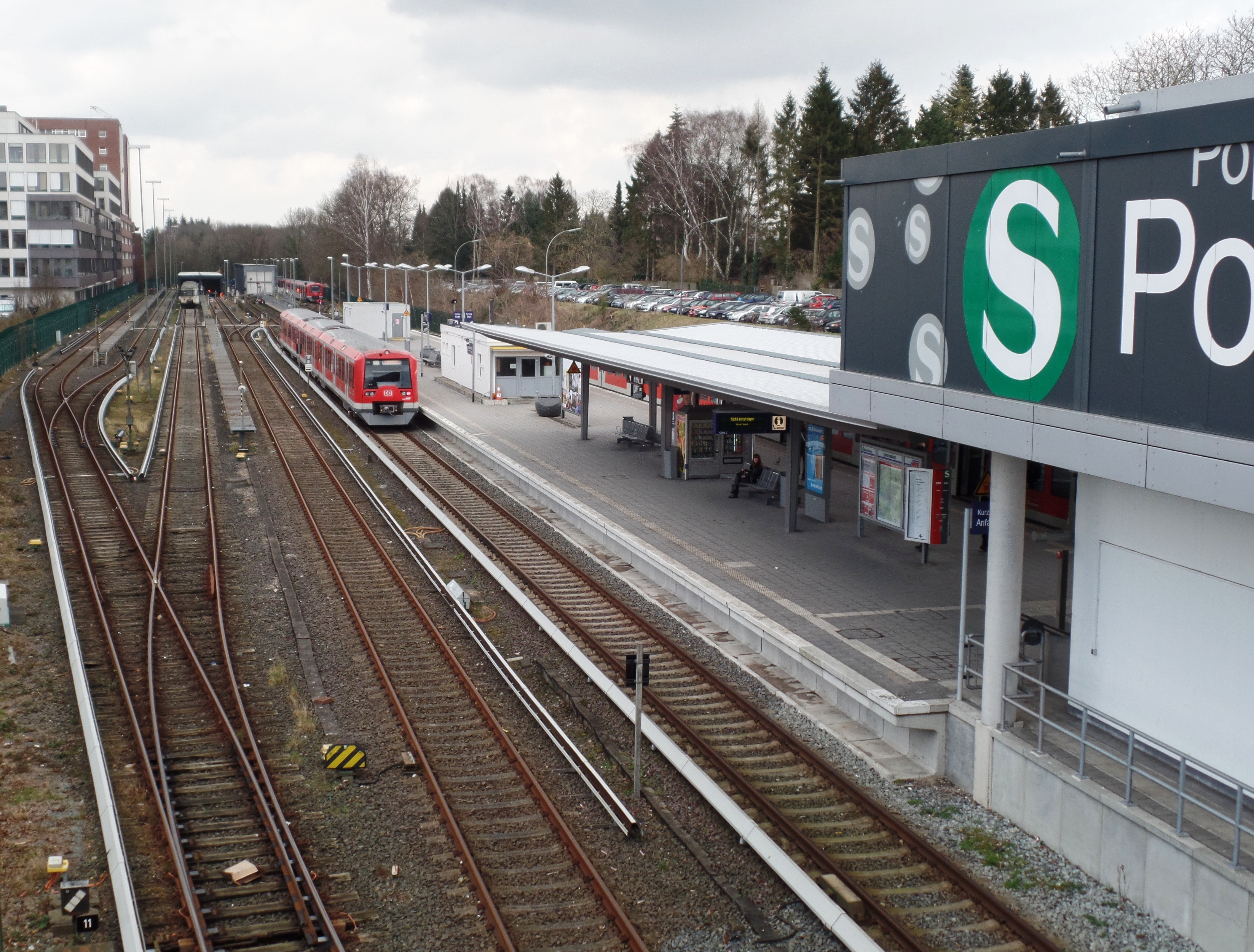
Zug der Baureihe 474 im Endbahnhof Poppenbüttel

Die ursprüngliche Planung sah vor, neben den S-Bahn-Gleisen ein drittes Gleis für den Güterverkehr zu verlegen, das dann jedoch nicht gebaut wurde. Entsprechender Freiraum für dieses dritte Gleis ist noch an zwei Brückenwiderlagern zwischen den Stationen Ohlsdorf und Kornweg zu erkennen. Unter den erschwerten Bedingungen wurde die Strecke zunächst eingleisig gebaut und von der Landespolizei abgenommen.
Ab 1917 wurde ein Güterverkehr auf dem Gleis durchgeführt, da das Lichtraumprofil dafür auch ausreichte, ab dem 15. Januar 1918 auch ein provisorischer Personenverkehr. Da ein Mangel an Kupfer für die Oberleitungen vorlag, wurden für den Personenverkehr bis 1924 die preußischen Benzoltriebwagen VT 15 und VT 18/18a bis VT 20/20a eingesetzt. Diese hatten einen zusätzlichen Beiwagen mit dem Kennbuchstaben „a“, der als motorloser Steuerwagen für die Fahrt in Gegenrichtung ausgelegt war. Für den Güterverkehr gab es Verlade- und Lagereinrichtungen in Poppenbüttel nördlich des Personen-Bahnsteigs.
Für die restlichen Arbeiten blieb noch bis 10. Juli 1920 – sechs Monate nach der Ratifizierung des Versailler Vertrags – Zeit, die ABAG verfügte jedoch nicht mehr über die finanziellen Mittel und der Hauptaktionär ATAG wurde am 10. November 1920 liquidiert. Der Kreis Stormarn, in dem die Dörfer sich befanden, übernahm 1922 die Aktien der ABAG und führte die Bauarbeiten an der Strecke fort. Die vollständige Inbetriebnahme mit Wechselstrom-Stadtbahnzügen erfolgte dann am 24. März 1924.
Bereits am 22. April 1940 wurde der elektrische Betrieb allerdings wieder, wenn auch nur teilweise, umgestellt. Neben der Oberleitung, die mit 6,3 kV 25 Hz Wechselstrom gespeist wurde, befand sich nun eine seitliche Stromschiene mit 1,2 kV Gleichstrom. Der parallele Betrieb wurde bis 1955 fortgeführt und die Oberleitung danach entfernt. Die Alstertalbahn war somit die erste Strecke, die mit dem heutigen System der Hamburger S-Bahn betrieben wurde.
In der Nachkriegszeit verringerte sich der Güterverkehr, bis er am 1. August 1993 offiziell eingestellt wurde. Die Güteranlagen in Poppenbüttel wurden in der Folgezeit abgebaut, nunmehr befinden sich dort Abstellgleise und das Instandhaltungswerk Poppenbüttel, das für die Innen- und Außenreinigung der Züge an diesem Strecken-Endpunkt zuständig ist.